# Třída Ukraina
Třída Ukraina byla třída torpédoborců ruského carského námořnictva. Celkem bylo postaveno osm jednotek této třídy. Všechny byly zařazeny do Baltského loďstva. Byly to první postavené velké ruské torpédoborce. Jeden byl potopen za první světové války. Zbývající sloužily v řadách sovětského námořnictva, přičemž tři byly ve službě ještě za druhé světové války.

## Stavba
Celkem bylo postaveno osm jednotek této třídy. Navrhla je německá loděnice AG Vulcan Stettin. Stavbu provedly v letech 1904–1907 loděnice Lange & Sohn v Rize. Kvůli problémům se stabilitou na ně muselo být dodatečně přidáno 35 tun balastu.
Jednotky třídy Ukraina:
| Jméno                   | Založený kýlu | Spuštěna | Vstup do služby | Status |
| ----------------------- | ------------- | -------- | --------------- | --- |
| Ukraina                 | 1904          | 1904     | 1905            | Roku 1920 převeden na Kaspické moře. Přejmenován na Karl Marks a později na Bakinskij Rabočij. Vyřazen 1958.                          |
| Vojskovoj               | 1904          | 1904     | 1905            | Roku 1920 převeden na Kaspické moře. Přejmenován na Fridrich Engels a později na Markin. Vyřazen 1958.                                |
| Turkmeněc Stavropolskij | 1904          | 1905     | 1905            | Roku 1920 převeden na Kaspické moře. Přejmenován na Mirza Kučuk, později na Altfatěr a roku 1945 na Sovetskij Dagestan. Vyřazen 1958. |
| Kazaněc                 | 1904          | 1905     | 1905            | Dne 28. října 1916 se u ostrova Vormsi potopil na mině položené německou ponorkou SM UC-27.                                           |
| Stěreguščij             | 1904          | 1905     | 1906            | Vyřazen 1922. |
| Strašnyj                | 1905          | 1905     | 1906            | Vyřazen 1922. |
| Donskoj Kozak           | 1905          | 1906     | 1906            | Vyřazen 1922. |
| Zabajkalec              | 1904          | 1906     | 1906            | Vyřazen 1922. |

## Konstrukce

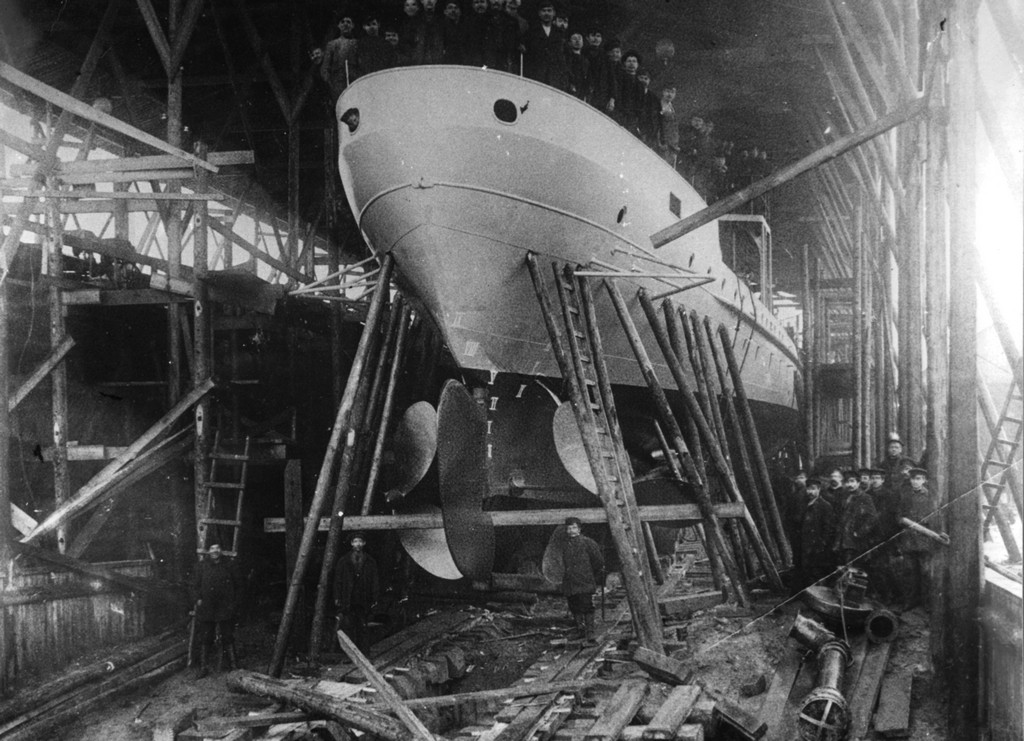
Ukraina během stavby

Výzbroj tvořily dva 75mm kanóny, čtyři 57mm kanóny, dva až čtyři 7,62mm kulomety a tři 457mm torpédomety. Pohonný systém tvořily čtyři kotle Normand a dva parní stroje o výkonu 7000 hp, pohánějící dva lodní šrouby. Nejvyšší rychlost dosahovala 26 uzlů. Dosah byl 1100 námořních mil při rychlosti 12 uzlů.

### Modifikace
Roku 1910 byly původní 75mm kanóny nahrazeny dvěma 102mm kanóny, přičemž 457mm torpédomety zůstaly jen dva. Za první světové války byla výzbroj upravena na tři 102mm kanóny umístěné na zádi a jeden 40mm protiletadlový kanón na přídi.